# Club Baloncesto Málaga 2019-2020
Questa voce raccoglie le informazioni riguardanti il Club Baloncesto Málaga nelle competizioni ufficiali della stagione 2019-2020.

## Stagione
La stagione 2019-2020 del Club Baloncesto Málaga è la 28ª nel massimo campionato spagnolo di pallacanestro, la Liga ACB.

## Roster
Aggiornato al 14 luglio 2018.
| Unicaja Málaga 2019-20 | Unicaja Málaga 2019-20 |
| Giocatori              | Staff tecnico          |
| ---------------------- | ---------------------- |

| N. | Naz.                                                   | Ruolo | Nome                    | Anno | Alt.   | Peso   |  |
| -- | ------------------------------------------------------ | ----- | ----------------------- | ---- | ------ | ------ |  |
| 2  | Stati Uniti (bandiera) · Costa d'Avorio (bandiera)     | AC    | Deon Thompson           | 1988 | 204 cm | 111 kg |  |
| 3  | Spagna (bandiera)                                      | P     | Jaime Fernández         | 1993 | 186 cm | 79 kg  |  |
| 4  | Serbia (bandiera)                                      | G     | Aleksa Avramović        | 1994 | 192 cm | 84 kg  |  |
| 6  | Francia (bandiera)                                     | AP    | Axel Toupane            | 1992 | 201 cm | 101 kg |  |
| 7  | Paesi Bassi (bandiera) · Spagna (bandiera)             | C     | Morgan Stilma           | 2000 | 203 cm | 100 kg |  |
| 8  | Spagna (bandiera)                                      | G     | Darío Brizuela          | 1994 | 188 cm | 75 kg  |  |
| 9  | Spagna (bandiera)                                      | P     | Alberto Díaz            | 1994 | 188 cm | 81 kg  |  |
| 12 | Serbia (bandiera)                                      | G     | Dragan Milosavljević    | 1989 | 198 cm | 91 kg  |  |
| 14 | Stati Uniti (bandiera)                                 | PG    | Josh Adams              | 1993 | 188 cm | 86 kg  |  |
| 15 | Isole Vergini Americane (bandiera) · Guyana (bandiera) | C     | Frank Elegar            | 1986 | 208 cm | 109 kg |  |
| 16 | Spagna (bandiera)                                      | P     | Pablo Sánchez           | 2002 | 189 cm |        |  |
| 19 | Serbia (bandiera)                                      | AG    | Marko Simonović         | 1986 | 203 cm | 95 kg  |  |
| 21 | Polonia (bandiera)                                     | GA    | Adam Waczyński          | 1989 | 199 cm | 96 kg  |  |
| 22 | Canada (bandiera) · Nigeria (bandiera)                 | A     | Melvin Ejim             | 1991 | 201 cm | 100 kg |  |
| 28 | Spagna (bandiera)                                      | A     | Ismael Tamba            | 2001 | 199 cm |        |  |
| 32 | Spagna (bandiera)                                      | C     | Rubén Guerrero          | 1995 | 213 cm | 109 kg |  |
| 43 | Spagna (bandiera)                                      | A     | Carlos Suárez (C)       | 1986 | 203 cm | 106 kg |  |
| 52 | Ucraina (bandiera)                                     | AC    | Volodymyr Herun         | 1994 | 208 cm | 109 kg |  |
| 83 | Francia (bandiera)                                     | AP    | Axel Bouteille          | 1995 | 201 cm | 82 kg  |  |
| 99 | Israele (bandiera) · Polonia (bandiera)                | P     | Gal Mekel               | 1988 | 191 cm | 87 kg  |  |
| -  | Spagna (bandiera)                                      | AC    | Jeffrey Isima Godspower | 2002 | 200 cm |        |  |
| -  | Spagna (bandiera)                                      | P     | Rafael Santos           | 2003 | 185 cm |        |  |

| Allenatore                                                                                                   |
| - Luis Casimiro                                                                                              |
| Assistente/i                                                                                                 |
| - Paco Aurioles - Germán Gabriel - Ángel Sánchez-Cañete Legenda - (C) Capitano - (IN) Inattivo - Infortunato |

## Mercato

### Sessione estiva
| Acquisti | Acquisti         | Acquisti        | Acquisti              | Acquisti |
| R.a      | Nome             | da              | Modalità              |          |
| -------- | ---------------- | --------------- | --------------------- | -------- |
| AP       | Axel Toupane     | Free agent      | svincolato            |          |
| AC       | Deon Thompson    | Žalgiris Kaunas | svincolato            |          |
| G        | Aleksa Avramović | Pall. Varese    | svincolato            |          |
| PG       | Josh Adams       | Raptors 905     | svincolato            |          |
| G        | Darío Brizuela   | Estudiantes     | svincolato            |          |
| AG       | Volodymyr Herun  | Breogán         | svincolato            |          |
| A        | Melvin Ejim      | UNICS Kazan'    | svincolato            |          |
| C        | Frank Elegar     | Tofaş Bursa     | svincolato            |          |
| C        | Yannick Nzosa    | Stella Azzurra  | definitivo (25.000 €) |          |
| AP       | Ignacio Rosa     | Oviedo          | fine prestito         |          |
| G        | Francisco Alonso | UNCG Spartans   | svincolato            |          |

| Cessioni | Cessioni          | Cessioni          | Cessioni       | Cessioni |
| R.       | Nome              | a                 | Modalità       |          |
| -------- | ----------------- | ----------------- | -------------- | -------- |
| AG       | Kyle Wiltjer      | Türk Telekom      | fine contratto |          |
| C        | Giorgi Shermadini | Canarias Tenerife | fine contratto |          |
| C        | Mathias Lessort   | Bayern Monaco     | fine contratto |          |
| P        | Brian Roberts     |                   | ritirato       |          |
| AP       | Dani Díez         | Canarias Tenerife | fine contratto |          |
| G        | Sasu Salin        | Canarias Tenerife | fine contratto |          |
| C        | Viny Okouo        | Nevėžis           | fine contratto |          |
| G        | Lucas Muñoz       | Marbella          | fine contratto |          |
| AP       | Ignacio Rosa      | Castelló          | prestito       |          |
| G        | Francisco Alonso  | Fuenlabrada       | prestito       |          |

### Dopo l'inizio della stagione
| Acquisti | Acquisti         | Acquisti          | Acquisti         | Acquisti      |
| R.       | Nome             | da                | Data             | Modalità      |
| -------- | ---------------- | ----------------- | ---------------- | ------------- |
| G        | Francisco Alonso | Fuenlabrada       | 13 febbraio 2020 | fine prestito |
| AG       | Marko Simonović  | Cedevita Olimpija | 24 febbraio 2020 | prestito      |
| AP       | Axel Bouteille   | Bilbao Berri      | 25 febbraio 2020 | svincolato    |
| P        | Gal Mekel        | Pall. Reggiana    | 5 marzo 2020     | svincolato    |

| Cessioni | Cessioni         | Cessioni    | Cessioni         | Cessioni |
| R.       | Nome             | a           | Data             | Modalità |
| -------- | ---------------- | ----------- | ---------------- | -------- |
| G        | Aleksa Avramović | Estudiantes | 18 dicembre 2020 | prestito |
| G        | Francisco Alonso | Oviedo      | 13 febbraio 2020 | prestito |